# エリザベート・ロッテン
エリザベート・ロッテン（Elisabeth Friederike Rotten、1882年2月15日 - 1964年5月2日）は、スイスの進歩主義の教育者で、クエーカー教徒の平和運動家。ドイツ、ベルリン生まれ。

## 生涯
スイス人のモーリッツとルイゼ・ロッテン夫妻の娘として、ベルリンで生まれる。国籍はスイス。1888年から1898年まで、女子の高等教育を授けるルイーゼ校に学ぶ。その後、1904年からはベルリンのヴィクトリア・リセに進学する。1906年9月、ベルリンのシャルロッテンブルクのアウグスタ皇后ギムナジウムでアビトゥーアに合格する。ベルリン、ハイデルベルク、そしてモンペリエの大学で哲学、ドイツ語、文学を学んだ。マールブルクでは、その後の彼女の思想的な発展に大きな刺激となったヘルマン・リーツとグスタフ・ヴィネケンとの知遇を得た。1913年、彼女はマールブルク大学でパウル・ナトルプの下で、「ゲーテの原現象とプラトンのイデア」と題する論文で博士号を取得する。
1913年、ケンブリッジ大学でドイツ文学の講義を始める。1914年ベルリンに戻り、フリードリッヒ・シグムンド・シュルツェ教授とともに、クエーカー教団の援助を受けて「海外におけるドイツ人とドイツ在留外国人のための情報、援助サービス」の仕事を開始する。またこの活動の中で、ワイアット・ローソンの知遇を得る。同年、「新しい祖国同盟」（Bund Neues Vaterland）、のちの「ドイツ人権連盟」（Deutsche Liga für Menschenrechte）の創始者の一人となる。1915年、ハーグで開催された第1回国際女性会議に参加、国際女性平和と自由連盟（International Women's League for Peace and Freedom）の発足のために協力する。
1922年、ベアトリス・エンソア、アドルフ・フェリエールとともに、世界新教育連盟（the New (later World) Education Fellowship）を創設、そのドイツ部門の副議長になると共に刊行予定の機関誌のドイツ語版「変わりゆく時代」（Das Werdende Zeitalter）の編集長になる。 
1922年から、ベルリンでヴィルヘルム・ブルームによって始められた学校農場、シャルフェンブルク島学校農場（de:Schulfarm Insel Scharfenberg）と関わりを持つようになり、また教育改革家パウル・ゲヘープが1910年に始めたオーデンヴァルトシューレにもしばしば足を運んだ。
ロッテンは、無政府主義者グスタフ・ランダウアーの友人の一人でもあった。ランダウアーは、短命に終わった1919年のバイエルン・レーテ共和国の文科大臣で、それが暴力で弾圧された後に処刑された。1926年から1932年まで、ロッテンは「変わりゆく時代」の編集をカール・ヴィルカーとともに担した。ヴィルカーは社会教育学の代表的人物で、1917年ベルリン・リヒテンベルク少年院（のちにリンデンホーフの改称、歴史にはその名で残っている）の矯正教育の仕事を任され、その功績で新教育運動の歴史に名前を残した。「変わりゆく時代」という誌名は、ランダウアーのエッセイ集からの着想で、1921年の創刊時に哲学者のマルティン・ブーバーが名付けたものである。 
1930年、ロッテンはドレスデン郊外のヘレラウの学校の共同創始者の一人になった。ここは1900年以後近代的な住まいを標榜する改革運動の拠点の一つとして田園都市として発足したばかりであった。

## 戦後
第二次世界大戦後は、スイスのトローゲンで「ペスタロッチ子どもの村」（Kinderdorf Pestalozzi）の共同設立者となり、生涯その運営に携わった。1964年、82歳で他界。

## 文献
- Dietmar Haubfleisch: Schulfarm Insel Scharfenberg. Mikroanalyse der reformpädagogischen Unterrichts- und Erziehungsrealität einer demokratischen Versuchsschule im Berlin der Weimarer Republik (=Studien zur Bildungsreform, 40). Frankfurt u.a. 2001. ISBN 3-631-34724-3
  - Inhaltsverzeichnis und Vorwort des Herausgebers der Reihe "Studien zur Bildungsreform"
- Dietmar Haubfleisch: Elisabeth Rotten (1882 - 1964) - eine (fast) vergessene Reformpädagogin. In: Inge Hansen-Schaberg (Hrsg.): „etwas erzählen“. Die lebensgeschichtliche Dimension in der Pädagogik. Bruno Schonig zum 60. Geburtstag. Baltmannsweiler 1997, S. 114-131. - Überarb. Ausg. unter Weglassung der Abb.: Marburg 1997:
  - http://archiv.ub.uni-marburg.de/sonst/1996/0010.html
- Dietmar Haubfleisch: Elisabeth Rotten (1882 - 1964) - ein Quellen- und Literaturverzeichnis. Marburg 1997.
  - http://archiv.ub.uni-marburg.de/sonst/1997/0010.html
- Das Werdende Zeitalter (Internationale Erziehungs-Rundschau). Register sämtlicher Aufsätze und Rezensionen einer reformpädagogischen Zeitschrift in der Weimarer Republik. Zusammengestellt und eingeleitet von Dietmar Haubfleisch und Jörg-W. Link (=Archivhilfe, 8), Oer-Erkenschwick 1994; Auszug der Einleitung (S. 5-16) wieder in: Mitteilungen & Materialien. Arbeitsgruppe Pädagogisches Museum e.V., Berlin, Heft Nr. 42/1994, S. 97-99; Einleitung in leicht korr. Fassung u.d.T.: 'Dietmar Haubfleisch und Jörg-W. Link: Einleitung zum Register der reformpädagogischen Zeitschrift 'Das Werdende Zeitalter' ('Internationale Erziehungs-Rundschau')' wieder: Marburg 1996:
  - http://archiv.ub.uni-marburg.de/sonst/1996/0012.html